# 廢儲
废储、换储、易储:104，即废黜储君。当代汉语中，将被废黜的王储称为前王储、废王储。中国历史上，储君多是册封为皇太子的皇子，被废黜后通常被称为廢太子:104。
君主專制时代，通常由君主，即储君的父亲决定储君废黜事宜。被废黜的原因有储君犯罪、品行不端、生母失寵、本人失寵、父亲有更佳的繼承人等，他人掌握君权、君主被權臣威逼亦会废储:118。而被廢去太子之位的储君，除身份降為一般的皇子外，或废为庶人。中国历史上，常见廢太子被處死和非正常死亡:104。另一种情况是，王朝、君主制灭亡或父亲被废黜君主之位，太子本人形同被废。在欧洲，失去继位可能的储君，称为王位覬覦者。
近代以来，君主国普遍推行君主立宪制，君主权利日趋缩小。储君通常是由法律指定，废储变得极为少见。如果储君引发争议，则是以储君个人放弃王位继承权的方式解决。荷兰国王威廉-亚历山大尚是王储时，他与马克西玛·索雷吉耶塔婚姻引发争议，即有人建议其放弃继承权。他弟弟約安-弗里索王子则通过放弃继承权解决自己的婚姻争议。英国國王查爾斯三世登基前是英国历史上等待继承王位时间最长的王储，繼位前虽屡有其母伊丽莎白二世属意直接传位于长孙威廉王子的传闻。但实际上，君主本人无权左右英国王位继承顺序。惟廢儲仍可於現代君主專制國出現。如有沙特阿拉伯國王萨勒曼於2015年廢黜王儲、其弟穆克林，改立其侄（兄长之子）穆罕默德·本·納伊夫為儲。2017年，外界报道，国王萨勒曼以纳伊夫药物成瘾为由，要求他放弃王储地位。纳伊夫最初拒绝，但最终选择放弃王储地位，签署相关退位文件。随后，国王萨勒曼改立其子穆罕默德·本·薩勒曼為儲。

## 中国
中国春秋时代的诸侯国君主继承人被称为太子，或称嫡子:118。汉代以后，中国历代储君多被册封为皇太子。政治传统中，形容皇太子为“副君”、“国本”、“天下之根本”、“天下之公器”。除皇帝授权（監國）的情况外，皇太子并不掌握最高权力，是君主專制体制中“位高而权轻的一类”。在此背景下，自春秋时代起:118，历代王朝常出现废立太子的政治事件:104。
当代研究者认为，中国历代太子被废通常不是个人原因，而是他人主动构陷的“冤案”:104。晋献公宠妾骊姬陷害太子申生，造成骊姬之乱，被视为是春秋时代陷害太子的典型案例。除他人主动陷害的情况外，君主欲立宠妾所生之子为太子，权臣在君主死后（病时）操纵权力，是春秋时代造成太子被废、被杀的两类原因:118—119。
春秋时代，诸侯国太子无法继位、被废的情况下，太子或被杀害，或自杀，或出逃他国，借助外力回国夺位:120。汉代以来，皇太子被废，个人身份通常由降为普通皇子，或废为庶人，并且被囚禁甚至被赐死、被杀害等非正常死亡。清朝史学家趙翼在《廿二史札记》中记，“隋唐以后，太子被废未有善终者，惟东汉则皆保全:106”。
明代宗独子朱见济在被立为太子的次年夭折。数年后，伯父明英宗复辟，将之追废为世子。而之前废除太子之位的明英宗长子朱见深也因父亲重新登基，复立为太子，最终继承皇位。他和东汉废太子刘保是中国历代废皇太子中，惟二继承皇位者。清康熙年间，太子胤礽两立两废。其后雍正帝设立秘密建储制度，终清朝再也没有公开册立太子。故胤礽是中国历史上最后一位废太子:106—107。
皇太子被废后降为普通皇子，可能如皇子一般封其他爵位，如親王、郡王、公等，而妻兒的地位也會下降，如正妻由太子妃降為王妃、公夫人等，原本有位階的太子妾室如良娣等失去位號，若廢太子降為王爵，妾室統稱為側妃，但她們並沒有正式位號。